# فرزانه انصاری
فرزانه انصاری مدیر اجرایی ایرانی است که در آذر ماه سال ۱۴۰۳ با حکم مسعود پزشکیان به عنوان معاون رئیس جمهور و رئیس سازمان ملی استاندارد ایران منصوب شد.

## سوابق
انصاری دارای مدرک کارشناسی در رشته علوم تغذیه از دانشگاه علوم پزشکی اهواز، کارشناسی ارشد علوم بهداشتی در رشته تغذیه از دانشگاه تهران و دکتری مهندسی کشاورزی شاخه علوم و صنایع غذایی از دانشگاه تهران است.
او پیش‌تر پژوهشگر سازمان ملی استاندارد ایران بود و در بخش پژوهشکده غذایی، فعالیت داشت. انصاری سابقه تدریس در دانشگاه آزاد سروستان و در واحد علوم دارویی را دارد. همچنین ریاست پژوهشگاه استاندارد کرج، ریاست پژوهشکده صنایع غذایی و کشاورزی در کارنامه اجرایی او دیده می‌شود.
وی همچنین عضو هیات بازرسی سازمان ملی استاندارد و شورای راهبری توسعه مدیریت سازمان ملی استاندارد بوده است.